# Li Romans d’Alixandre

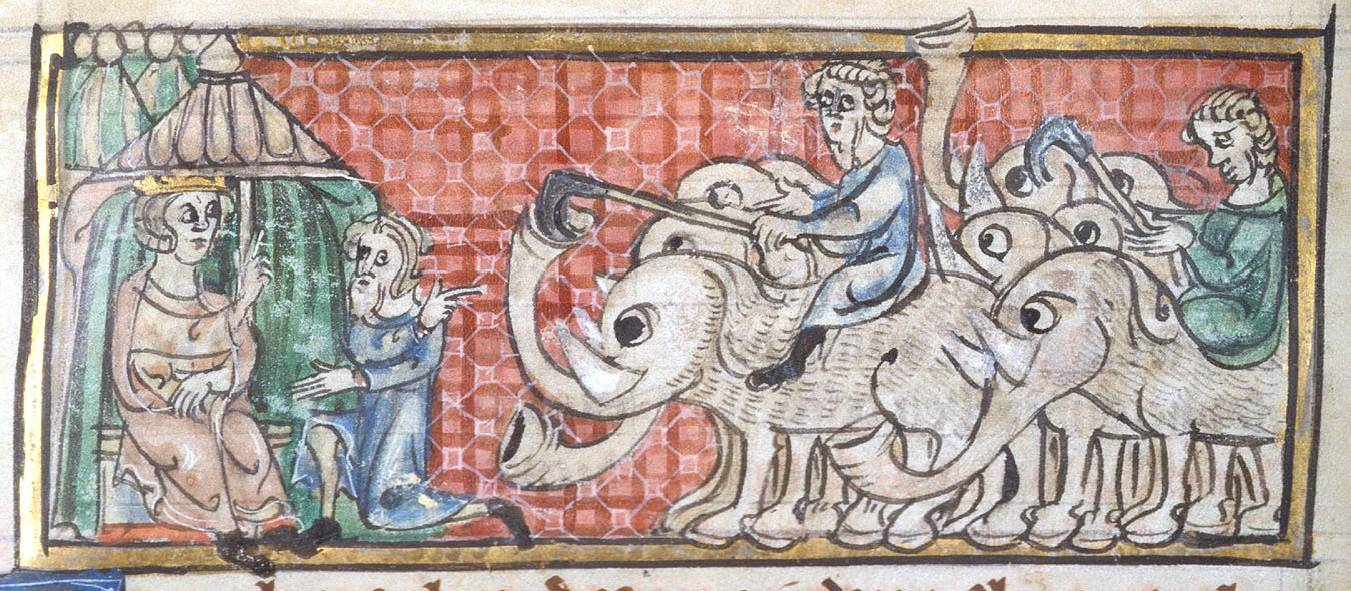
Regalo de elefantes a Alejandro. Miniatura, Roman d'Alexandre, primer cuarto del.

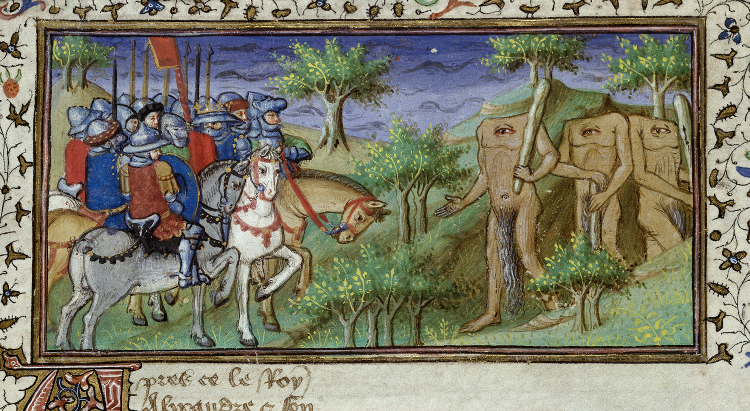
Alejandro encuentra a los blemios. Miniatura hacia 1420 (Royal MS 20 B xx).

Li romans d'Alixandre, (en español: El romance de Alejandro) es un romance ilustrado de 16.000 versos en francés antiguo, escrito en el siglo XII que detalla varios episodios de la vida de Alejandro Magno (356-323 a. C.). Pertenece al género de los romances de la Antigüedad (romans d'Antiquité). Está considerado por muchos estudiosos como el romance medieval más importante de los romances de Alejandro.
El material procede de originales latinos, que a su vez se basan en diversas fuentes griegas, que desde el principio contenían no sólo hechos, sino también muchos elementos legendarios y de cuento. Las versiones latinas eran principalmente la Vida de Alejandro de Julio Valerio Alejandro Polemio (hacia 338), de carácter novelesco, y la Historia de preliis Alexandri Magni de León de Nápoles (siglo X), de carácter más cronístico. La forma final del poema se le atribuye a Alexandre de Bernay, quien probablemente encargó el poema, reformuló el primer libro en verso alejandrino, incorporó el texto de Pierre de Saint-Cloud y agregó versos de unión entre los libros.

## Contexto

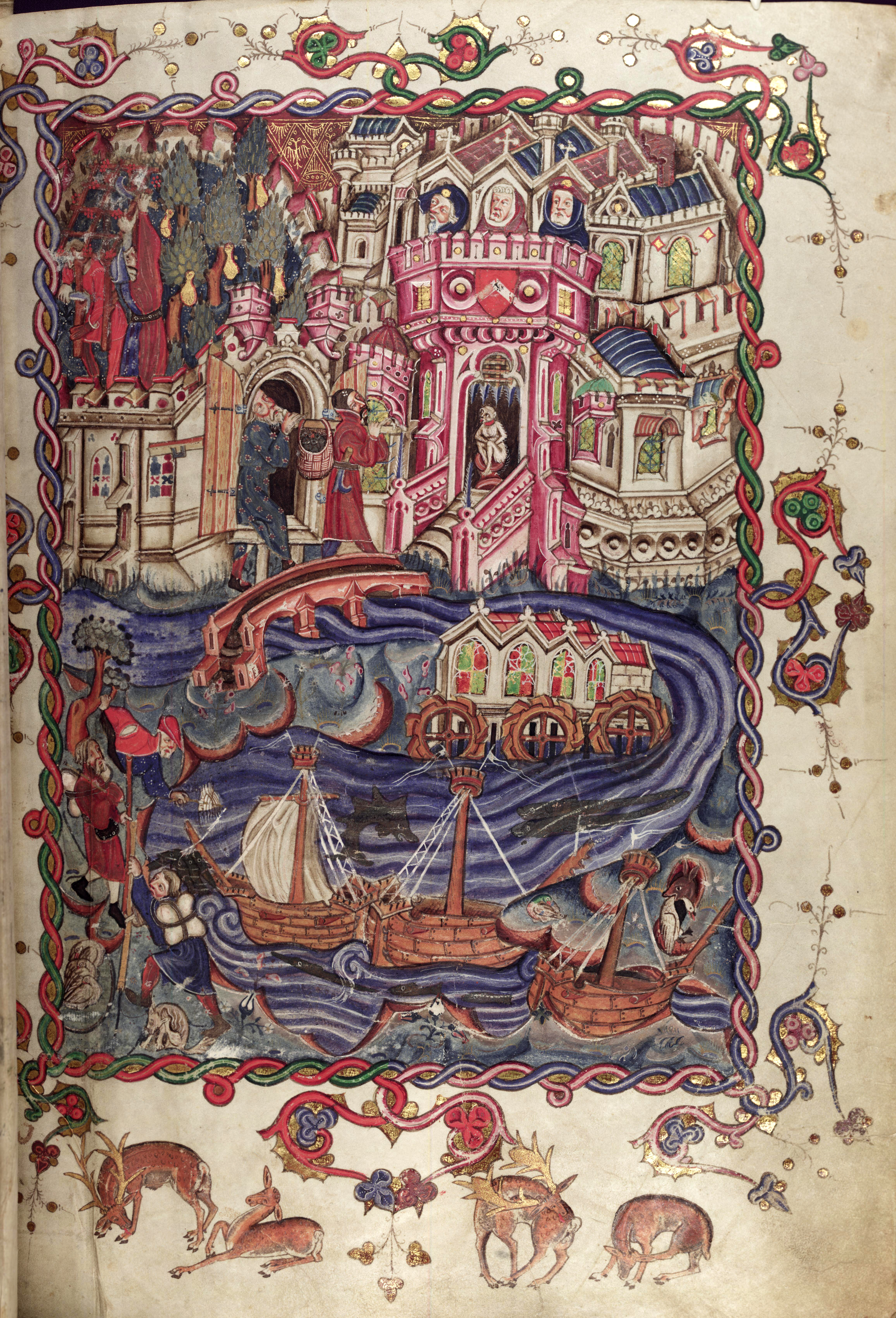
Miniatura del Roman d'Alexandre en un manuscrito iluminado por Jehan de Grise, 1338-44. Oxford, Biblioteca Bodleiana, ms. 264, f1r.

Atribuida al clérigo Alexandre de Bernay, esta edición está basada en traducciones de diversos episodios de la vida del conquistador, que ya habían sido previamente tratados por otros poetas. No se basa, sin embargo, en el trabajo de Pseudo Calístenes ni en las diversas traducciones de Julio Valerio Alejandro Polemio. Como era habitual en la literatura medieval, el proyecto nace del deseo de mejorar el trabajo de otros y de ofrecer al público una biografía completa del héroe. 
En parte poema épico y en parte romance, la obra de Alexandre explora con detalle (y ambigüedad) las diversas facetas del carácter de Alejandro Magno, dando como resultado una caracterización exuberante del héroe, desconocida en composiciones precedentes. El poema también trata, como muchos otros escritos medievales, la educación de los nobles jóvenes, y traza el panorama político y social de la época. En este marco, se nos presenta a Alejandro como caballero valiente, generoso y leal: es una figura protectora y dadivosa, emblema de la unidad de la nobleza bajo una única voz, activa y fuerte. 
El héroe no es solo valiente y generoso, sino también curioso y sagaz, deseoso siempre de comprender los distintos fenómenos con los que se encuentra en su camino. El deseo de conquistar tierras y castillos se refuerza por el deseo de conquistar el dominio del conocimiento, pero también el dominio de la inmortalidad, como se ve en la voluntad del héroe de emular a personajes míticos como Hércules y Dionisio, que se convirtieron en semidioses tras derrotar su condición de mortales en diversas pruebas de fuerza y sabiduría. Alejandro no tendrá éxito en este empeño, envenenado por sus propios hombres, como lo había sido otra figura clave de la obra: Darío. La causa de la muerte del héroe está envuelta en la ambigüedad y plantea el problema de la retribución divina, el parricidio y los errores políticos, pues ¿fue asesinado por su deseo de alcanzar la condición divina? ¿lo fue por fiarse de hombres de condición inferior? 
Al no dar respuesta a estos interrogantes, el poema resalta la importancia del respeto a las figuras religiosas y paternales, mientras recuerda al público de la narración, los jóvenes nobles, la necesidad de asociarse solo con otros nobles. Barroca en su estética y composición, la versión de Alexandre de Bernay es la base del mito de Alejandro en la literatura francesa posterior. 
Otro de los temas de la obra es la exploración de los misterios de la India, algo que con total seguridad resultaba muy atractivo para el público medieval.

## Contenido
El texto está dividido en cuatro libros distribuidos así:
1. Primer libro, derivado del Alejandro decasilábico, en el que se narra la infancia de Alejandro.
2. Segundo libro, derivado del Fuerre de Gadres, que relata de la toma de Tiro, la entrada en Jerusalén y la derrota de Darío III.
3. Tercer libro, derivado de Alixandre en Orient, que incluye las aventuras de Alejandro en la India y su aventura submarina.
4. Cuarto libro, derivado en parte del Mort Alixandre, en el que se narra su muerte y entierro.

## Recepción
El romance es la primera gran obra de la literatura francesa que utiliza la métrica de doce sílabas en rima pareada, por lo que en Francia se denomina vers alexandrin (verso alejandrino).
La figura de Alejandro gozó de gran popularidad en la Antigüedad y durante toda la Edad Media. Se le tipificaba como general y gobernante magnánimo, siempre sediento de nuevas conquistas y experiencias, pero también la encarnación de la arrogancia humana.